# Fricktal

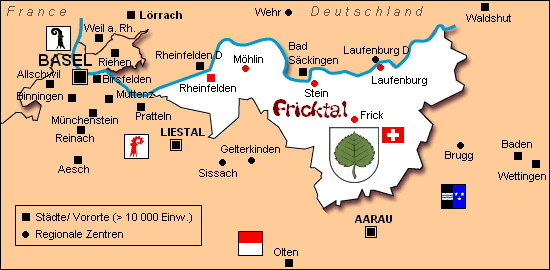
Karte des Fricktals

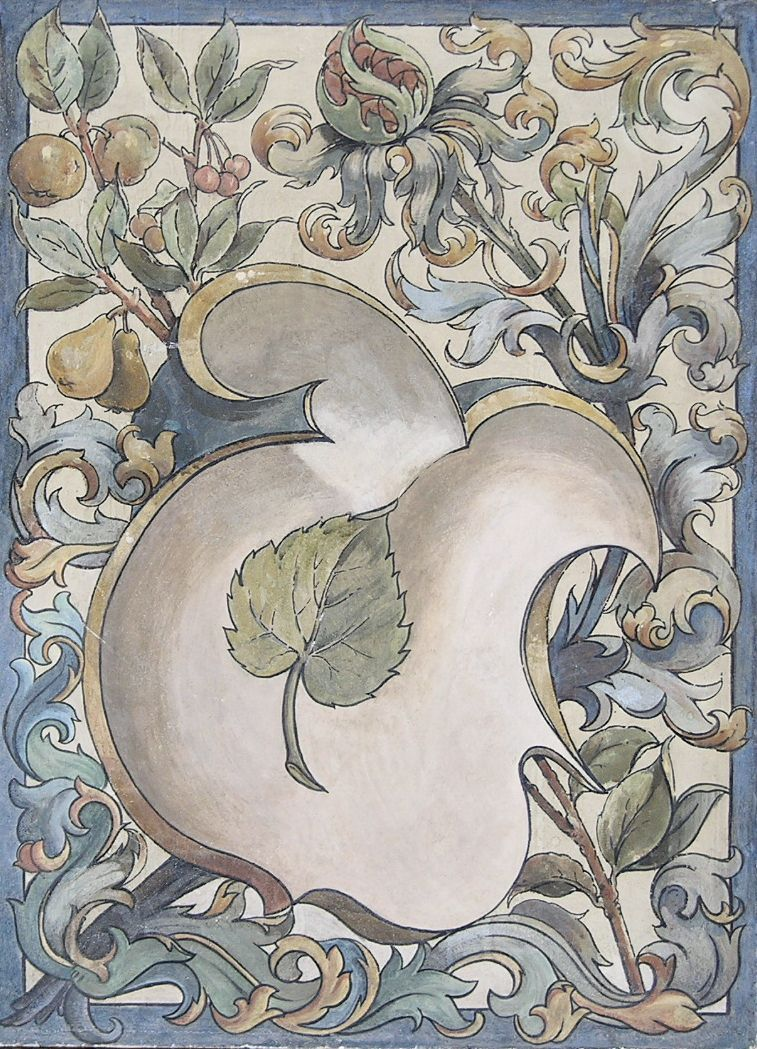
Fricktalerwappen, gemalt in der Alten Kantonsschule Aarau

Das Fricktal ist eine Region in der Nordwestschweiz an den nördlichen Ostausläufern des Jura südlich des Rheins mit rund 82'000 Einwohnern.

## Geographische Lage
Die Region Fricktal liegt im Kanton Aargau östlich der Grossstadt Basel. Sie besteht aus den aargauischen Verwaltungsbezirken Rheinfelden und Laufenburg am Rhein sowie im Süden aus der Gemeinde Densbüren im Verwaltungsbezirk Aarau. Die ehemals im Verwaltungsbezirk Brugg gelegenen Gemeinden Effingen, Elfingen und Bözen im Osten haben am 1. Januar 2022 mit der Gemeinde Hornussen zur neuen Gemeinde Böztal fusioniert und somit in den Verwaltungsbezirk Laufenburg gewechselt. Nördlich grenzt es an Deutschland, westlich an den Kanton Basel-Landschaft und im Osten an die Region Zurzibiet. Die Region wird im Norden von der Autobahn A3 sowie der Bahnlinie Basel–Zürich (Bözberglinie) von Ost nach West durchquert. Grössere Nebentäler des Nord-Süd verlaufenden Fricktals sind das Möhlintal im Westen und das Mettauertal im Osten. 18 Gemeinden des Fricktals bilden einen wesentlichen Teil des Juraparks Aargau, eines «Regionalen Naturparks von nationaler Bedeutung».

### Statistische Daten
- Fläche: 284 km²
- Einwohner: 89'617 (31. Dezember 2023)
- Bevölkerungsdichte: 316 Einw./km²
- Höchster Punkt: 870 m (Räbnen, Gemeinde Oberhof)
- Tiefster Punkt: 260 m (Rhein bei Kaiseraugst)
- Grösste Orte: Rheinfelden (13'854 Einw.), Möhlin (11'349 Einw.), Frick (5741 Einw.), Kaiseraugst (5544 Einw.), Magden (3899 Einw.), Gipf-Oberfrick (3878 Einw.), Laufenburg (3800 Einw.) und Stein (AG) (3504 Einw.)

## Bevölkerung

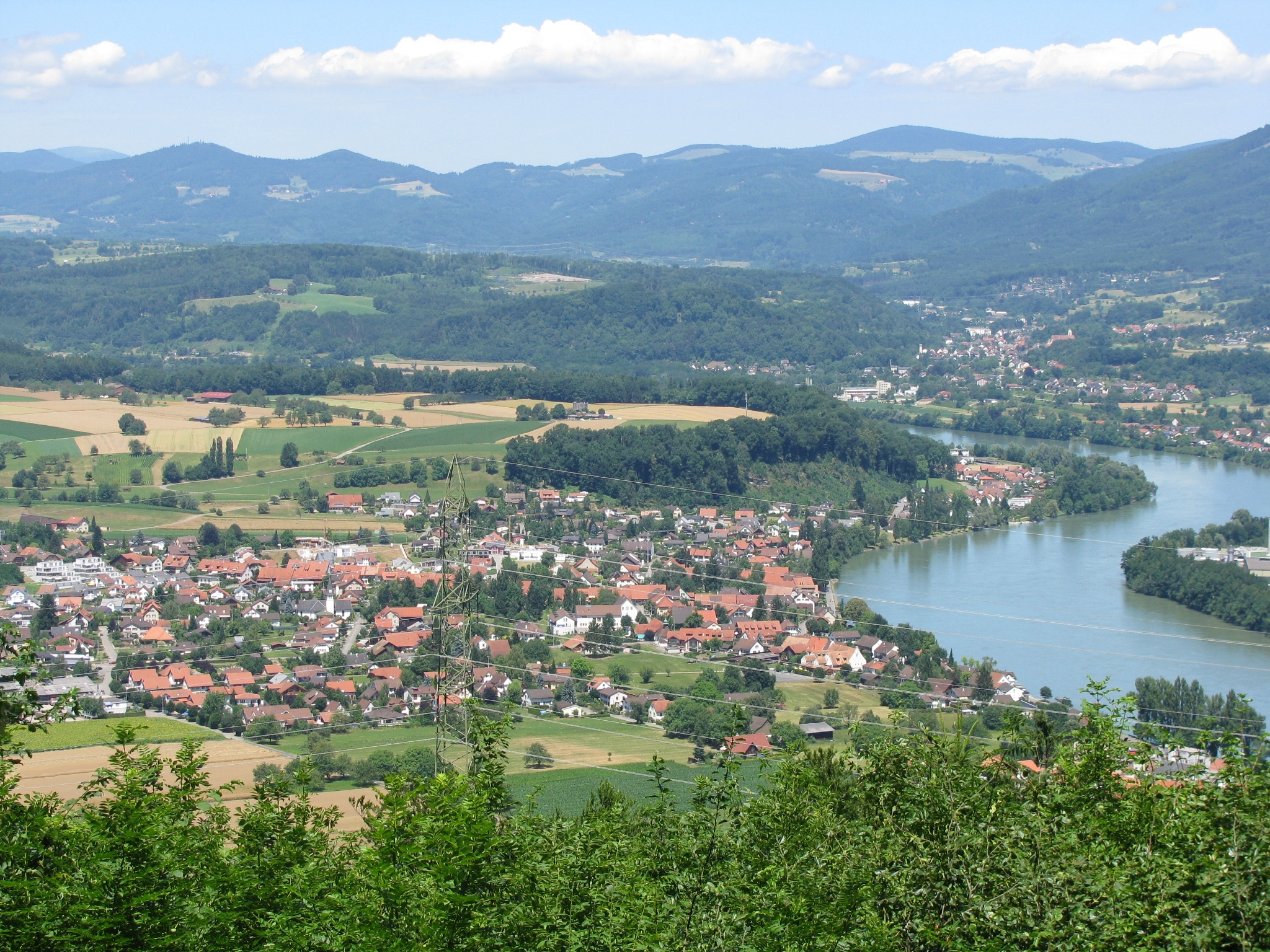
Blick auf Wallbach am Rhein

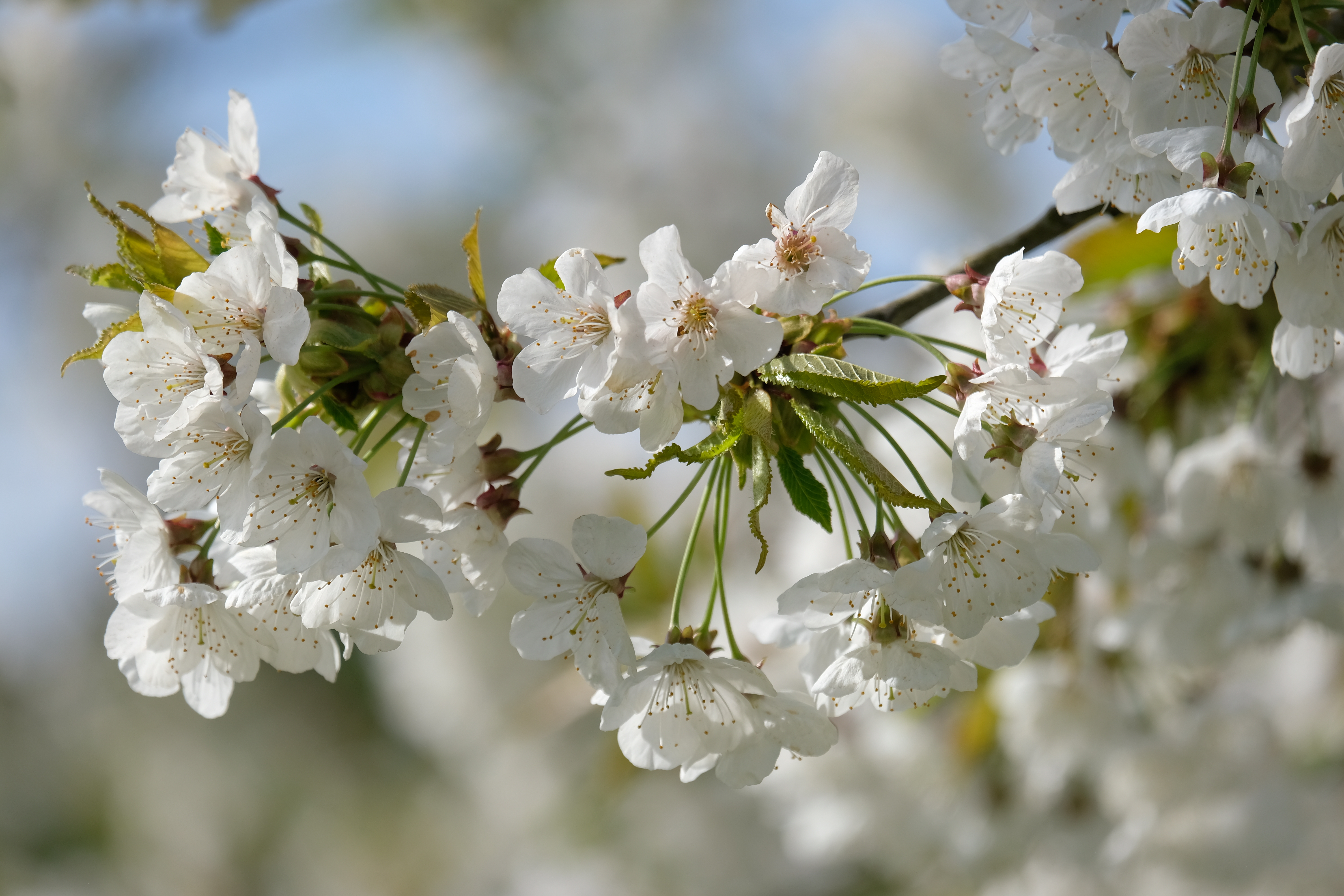
Obstbaum im Fricktal

Das Fricktal lässt sich in zwei Teile gliedern. Man unterscheidet dabei zwischen dem eher ländlich geprägten oberen Fricktal und dem suburbanen unteren Fricktal. Wirtschaftlich und kulturell ist das Fricktal stark mit der Region Basel verbunden. Von den 36 Gemeinden des Fricktals zählen 8 (alle im Bezirk Rheinfelden gelegen) zur Agglomeration der Stadt Basel. Die Bevölkerung konzentriert sich im unteren Fricktal (über 30'000 Einw.) um die Zähringerstadt Rheinfelden (mit Kaiseraugst, Magden und Möhlin) und im oberen Fricktal (rund 10'500 Einw.) um den Marktort Frick (mit Gipf-Oberfrick, Oeschgen und Wittnau).

## Klima
In der tief gelegenen Fricktaler Rheinebene (tiefster Punkt 260 m), eingebettet zwischen Jura und Schwarzwald, herrscht ein sehr mildes Klima. Die Region Basel-Fricktal ist die wärmste Region nördlich der Alpen und weist bis zu 40 Sonnentage mehr auf als das Mittelland. Am 5. August 2003 meldete die Wetterstation Möhlin mit 40,3 °C die höchste bislang nördlich der Alpen gemessene Temperatur. Das milde Fricktaler Klima eignet sich somit hervorragend für den Obst- und Weinbau, die vermehrt betrieben werden.

## Geschichte
Die ersten Spuren von Leben im Fricktal stammen aus vorgeschichtlicher Zeit. Die Saurierfunde aus der Gegend von Frick wurden überregional bekannt. 
Der Rhein bildete nur kurzzeitig die Nordgrenze des Römischen Reiches, die Expansion der Römer war nicht aufzuhalten. In Kaiseraugst wurden umfangreiche römische Bauten und ein sehr gut erhaltenes Theater ausgegraben und als Freilichtmuseum zusammen mit einer rekonstruierten Villa zugänglich gemacht. Es ist ein traditionelles Ausflugsziel unzähliger Schulklassen. Zudem finden kulturelle Anlässe und Konzerte internationaler Künstler statt.
Das Fricktal ist ein früh besiedeltes Gebiet der Alemannen. Über die Grafen von Alt-Homberg und die Grafen von Frick ging das Gebiet im Erbweg an die Grafen von Habsburg. Ab dem Jahr 1386 bildete das Fricktal einen Teil des vorderösterreichischen Verwaltungsgebietes und gehörte als solches seit 1754 zum Oberamt Breisgau. Im Gegensatz zum Thurgau, der sich von Konstanz lösen konnte, hatte der Schwabenkrieg keine territorialen Folgen für den Bereich des Fricktals.
Der Dreissigjährige Krieg riss auch das Fricktal in Zerstörung und wirtschaftlichen Ruin. Soldatenhorden zogen plündernd durch die Dörfer und Städte. Es folgten Hungersnöte und Pestseuchen.
Im Jahr 1799 besetzten französische Truppen das Fricktal. Mit dieser Abtrennung vom habsburgischen Kaiserreich endete die über 400-jährige österreichische Herrschaft und die bis dahin gängige Bezeichnung Frickgau. Am 20. Februar 1802 wurde der Kanton Fricktal mit Status eines französischen Protektorats ausgerufen. Die Eingliederung des Kantons in die Helvetische Republik erfolgte im August 1802 auf eigenen Wunsch. Napoléon Bonaparte verfügte jedoch am 19. Februar 1803 die Auflösung des Kantons und, gemeinsam mit dem Kanton Baden, den Anschluss an den neu gegründeten Kanton Aargau.
Während des 19. Jahrhunderts folgten Missjahre und Hungersnöte. Lebensmut und Existenz vieler Bewohner gelangten an einen Tiefpunkt und führten zahlreiche Bewohner zu den Auswanderungsagenturen in Basel. Die allgemeine Verelendung führte in der Mitte des 19. Jahrhunderts so weit, dass die Auswanderung durch die Behörden notgedrungen gefördert werden musste. Ab 1933 wurde die wirtschaftliche Situation erneut dramatisch. Das Fricktal wurde zu einem extremen Pendlergebiet (Basel und Baden).
Das Fricktal erlebte ab 1945 eine stürmische wirtschaftliche und industrielle Entwicklung. Die Grossindustrie siedelte sich an (vor allem die Basler Chemieindustrie), die Industrialisierung schritt voran. Mit der Stadtflucht setzten im unteren Fricktal die Suburbanisierung sowie ein Bevölkerungswachstum ein.